# Капелюх

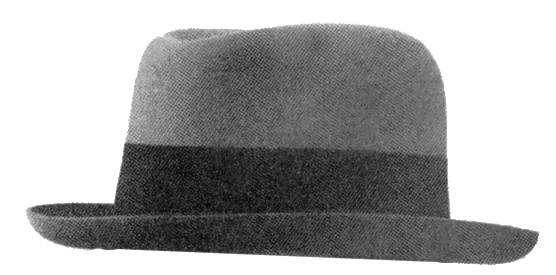
Тканинний капелюх

Капелю́х — головний убір, який складається з основи — наголовка (тулії) та бортів у нижній частині — крисів (чи полів). Залежно від фасону наголовок і криси можуть мати різні розміри та форму.

## Етимологія
Українське слово капелюх, ймовірно, є полонізмом: воно походить від пол. kapeluch — діалектної вимови літературного kapelusz (капе́люш). Воно, у свою чергу, походить від італ. cappello (cappelluccio), утвореного від лат. cappellu(m) — зменшеної форми слова cappa («плащ», «головний убір»). З того ж кореня фр. chapeau, українські «шапка», «кепка», «каплиця».

## Матеріали
Для роблення капелюхів використовують тканину, солому, тонку повсть (фетр) та інші матеріали. Тканинний капелюх носять у осінній та весняний період, солом'яний — у літній. Капелюхи бувають як чоловічі, так і жіночі. Жіночий капелюх малого розміру зазвичай називають капелюшком.
Капелюх можуть використовувати як засіб для захисту голови й волосся (від опадів, вітру, сонця), а також може виконувати і декоративну функцію.
Перші капелюхи виготовляли із соломи. Доморобний солом'яний капелюх, ще тоді, коли капелюхи не робили з тканини, був найпоширенішим головним вбранням у спекотний період. Перевага солом'яного капелюха полягає в тому, що він добре пропускає повітря, захищаючи голову від сонячного удару.
Популярним видом капелюха у XIX сторіччі був циліндр. У найбільшому вжитку був у Великій Британії.

## Різновиди капелюхів
| Фото | Назва               | Опис |
| ---- | ------------------- | --- |
|      | Азійський бриль     | Капелюх поширений у країнах Східної і Південно-Східної Азії (В'єтнам, Китай, Японія й Корея).                                          |
|      | Акубра              | Австралійський чоловічий капелюх. |
|      | Шапо бержер         | Жіночий ширококрисовий капелюх, поширений у добу Рококо і в другій половині XIX ст.                                                    |
|      | Болівар             | Ширококрисовий капелюх. |
|      | Бриль               | Традиційний український і білоруський сільський літній капелюх з широкими крисами                                                      |
|      | Галеро              | Дуже великий, плаский, червоний капелюх з широкими крисами, з боків якого звисають 15 китиць, є геральдичною відзнакою сану кардинала. |
|      | Гомбург             | Чоловічий фетровий капелюх, популярний у середині XX ст.                                                                               |
|      | Дирсталкер          | Капелюх мисливця оленів, з двома крисами-козирками — попереду й позаду                                                                 |
|      | Зюйдвестка          | Морський капелюх з непромокального матеріалу                                                                                           |
|      | Канотьє             | Невисокий циліндричний солом'яний капелюх з пласким верхом                                                                             |
|      | Капелюх-колесо      | Дамський капелюшок з широкими крисами і маленьким наголовком, популярний на початку 20 ст. і у 1950-х                                  |
|      | Капелюх-таблетка    | Дамський капелюшок |
|      | Каса                | Традиційний японський грибоподібний або конусоподібний капелюх                                                                         |
|      | Клош                | Дамський капелюшок у формі дзвоника, модний у 1920-х                                                                                   |
|      | Ковбойський капелюх | Високий капелюх з фетру або шкіри, зі загнутими по боках полями                                                                        |
|      | Котелок             | Чоловічий капелюх з округлим наголовком без зламів і вузькими, підігнутими догори крисами                                              |
|      | Крисаня             | Капелюх у Прикарпатті |
|      | Нон квай тао        | Традиційний в'єтнамський капелюх, схожий на сомбреро                                                                                   |
|      | Панама              | М'який капелюшок з легкої тканини або соломи, для захисту від сонячного проміння                                                       |
|      | Петас               | Ширококрисовий капелюх від сонця, поширений у Стародавній Греції.                                                                      |
|      | Поркпай             | Капелюх з вузькими крисами і низьким наголовком, що носився представниками деяких субкультур у 1960-1970-х.                            |
|      | Сомбреро            | Чоловічий ширококрисовий капелюх. |
|      | Тирольський капелюх | Фетровий капелюх, елемент тирольського традиційного костюму                                                                            |
|      | Треуголка           | Капелюх з крисами, загнутими догори з трьох боків                                                                                      |
|      | Двоуголка           | Дворогий капелюх, що змінив треуголку                                                                                                  |
|      | Трилбі              | Фетровий чоловічий капелюх. |
|      | Федора              | Чоловічий капелюх, популярний у першій половині XX ст.                                                                                 |
|      | Циліндр             | Високий чоловічий капелюх з циліндричним наголовком.                                                                                   |
|      | Чупала              | Традиційний чилійський солом'яний капелюх                                                                                              |
|      | Шапокляк            | Складаний циліндр |